# C̣
Cette page contient des caractères spéciaux ou non latins. S’ils s’affichent mal (▯, ?, etc.), consultez la page d’aide Unicode.
C̣ (minuscule : c̣), appelé C point souscrit, est une lettre additionnelle formée d'un C diacrité par un point souscrit. Elle est utilisée dans la romanisation ISO 9 du cyrillique, dans l’alphabet phonétique américaniste et a été utilisée dans la romanisation de l’alphabet arménien.

## Utilisation
Dans la romanisation ISO 9 de l’alphabet cyrillique, ‹ c̣ › est utilisé pour translitérer ‹ ӌ ›.
Heinrich Hübschmann et Antoine Meillet ont utilisé le c̣ pour translittérer le ts’a ‹ Ց ›, ‹ ց ›, de l’alphabet arménien,.

## Représentations informatiques
Le C point souscrit peut être représentée avec les caractères Unicode suivants :
- décomposé (latin de base, diacritiques) :

| formes    | représentations | chaînes de caractères | points de code | descriptions                                         |
| --------- | --------------- | --------------------- | -------------- | ---------------------------------------------------- |
| capitale  | C̣               | C◌̣                    | U+0043 U+0323  | lettre majuscule latine c diacritique point souscrit |
| minuscule | c̣               | c◌̣                    | U+0063 U+0323  | lettre minuscule latine c diacritique point souscrit |